# Route Adélie de Vitré 1999
La Route Adélie de Vitré 1999, quarta edizione della corsa e valida come evento del circuito UCI categoria 1.4, fu disputata il 2 aprile 1999 su un percorso di 188 km. Fu vinta dal tedesco Torsten Schmidt al traguardo con il tempo di 4h28'10", alla media di 42,063 km/h.
Partenza con 128 ciclisti, dei quali 46 portarono a termine la gara.

## Ordine d'arrivo (Top 10)
| Pos. | Corridore        | Squadra         | Tempo    |
| ---- | ---------------- | --------------- | -------- |
| 1    | Torsten Schmidt  | Chicky World    | 4h28'10" |
| 2    | Nicolas Vogondy  | Franç. des Jeux | a 3"     |
| 3    | Max van Heeswijk | Mapei           | a 12"    |
| 4    | Saulius Ruškys   | Saint-Quentin   | a 13"    |
| 5    | Alexandre Moos   | Festina         | s.t.     |
| 6    | Uroš Murn        | Krka            | s.t.     |
| 7    | Anthony Morin    | Franç. des Jeux | s.t.     |
| 8    | Yvon Ledanois    | Franç. des Jeux | s.t.     |
| 9    | Stéphane Heulot  | Franç. des Jeux | s.t.     |
| 10   | Jaan Kirsipuu    | Casino          | s.t.     |